# Pilostyles calliandrae
Pilostyles calliandrae är en tvåhjärtbladig växtart som först beskrevs av Gardn., och fick sitt nu gällande namn av Robert Brown. Pilostyles calliandrae ingår i släktet Pilostyles och familjen Apodanthaceae. Inga underarter finns listade i Catalogue of Life.